# Walter Zürn
Walter Zürn (* 21. August 1937 in Tübingen) ist ein deutscher Physiker und Seismologe.

## Leben
Walter Zürn studierte Physik in Stuttgart und verfasste seine Diplomarbeit am Institut für Metallphysik. Nach seiner Promotion in Stuttgart ging er für vier Jahre nach Los Angeles an die University of California (UCLA) und beschäftigt sich seitdem mit den Gezeiten- und Eigenschwingungen der Erde. Ein Forschungsaufenthalt führte ihn in dieser Zeit an die Amundsen-Scott-Südpolstation in der Antarktis nahe dem geographischen Südpol. Ihm wurde, obwohl er kein amerikanischer Staatsbürger war, die wissenschaftliche Leitung der Station übertragen. Für seine Verdienste wurde ihm die Antarktis-Verdienstmedaille der USA verliehen und 1976 der 1515 m hohe Zurn Peak in der Antarktis nach ihm benannt.
Danach kehrte Walter Zürn zurück nach Deutschland. Ab 1974 arbeitete er im neu gegründeten Geowissenschaftlichen Gemeinschaftsobservatorium Schiltach der Universitäten Stuttgart und Karlsruhe und befasste sich u. a. mit langperiodischen seismischen Beobachtungen. In den 1980er Jahren beschäftigte er sich zusammen mit Gerhard Müller mit Experimenten zum Newtonschen Gravitationsgesetz. 2004 wurde ihm der erstmals vergebene Rebeur-Paschwitz-Preis der Deutschen Geophysikalischen Gesellschaft für seine herausragenden wissenschaftlichen Leistungen auf dem Gebiet der Geophysik verliehen. Im Jahr 2021 erhielt er die höchste Auszeichnung der Kommission für Erdgezeiten der International Association of Geodesy, die Paul Melchior Medaille, zusammen mit David Crossley und Gerhard Jentzsch. 

## Ehrungen
- 1977, Antarktis-Verdienstmedaille der USA
- 2004, Rebeur-Paschwitz-Preis der Deutschen Geophysikalischen Gesellschaft
- 2021, Paul Melchior Medaille der Kommission für Erdgezeiten der International Association of Geodesy